# رودلف فيرنر
رودلف فيرنر (بالألمانية: Rudolf Werner )‏ (و. 1920 – 1996 م) هو سياسي، من ألمانيا، ولد في هانوفر، كان عضوًا في الاتحاد الديمقراطي المسيحي، توفي في هانوفر، عن عمر يناهز 76 عاماً.

## مناصب
تولى منصب عضو في البرلمان الأوروبي، وعضو في البوندستاغ الألماني.

## جوائز
حصل على جوائز منها:
- وسام استحقاق جمهورية ألمانيا الاتحادية.

## روابط خارجية
- رودلف فيرنر على موقع مونزينجر (الألمانية)